# Joaquina Téllez-Girón y Pimentel
Joaquina Téllez-Girón y Alfonso-Pimentel, hrabina Osilo, markiza Santa Cruz (ur. 21 września 1784 w Madrycie, zm. 17 listopada 1851 tamże) – hiszpańska arystokratka związana z dworem Burbonów.
Rodzice Joaquiny, księstwo Osuny Pedro i María Josefa Pimentel y Téllez-Girón, należeli do czołowych przedstawicieli hiszpańskiego oświecenia. Roztaczali mecenat nad naukowcami i artystami epoki, do których należeli m.in. Francisco Goya i Leandro Fernández de Moratín. Wychowali swoje dzieci w duchu oświecenia.
W 1801 Joaquina poślubiła José Gabriela de Silva Bazána y Waldsteina, przyszłego X markiza Santa Cruz i pierwszego dyrektora Prado. Była damą podziwianą ze względu na urodę, a także wzorowe oświeceniowe wychowanie właściwe dla arystokratki. Była utalentowana muzycznie, do jej zainteresowań należała korrida oraz literatura, zwłaszcza liryka. Jako dojrzała kobieta i dama Orderu Królowej Marii Ludwiki w latach 1834–1841 zajmowała dworskie stanowisko camarera mayor, damy najbliższej królowej, odpowiedzialnej za jej osobę i pokoje. Była także guwernantką dzieci Ferdynanda VII: Izabeli II i infantki Ludwiki Ferdynandy. Zmarła w Madrycie w 1851.
Zachowało się kilka jej podobizn – kiedy miała 4 lata Goya sportretował ją razem z całą rodziną na obrazie Książę i księżna Osuny z dziećmi, a w wieku 13 lat pozowała do portretu Agustínowi Esteve. Goya ponownie namalował ją w wieku 21 lat (Portret markizy Santa Cruz), jako grecką muzę.

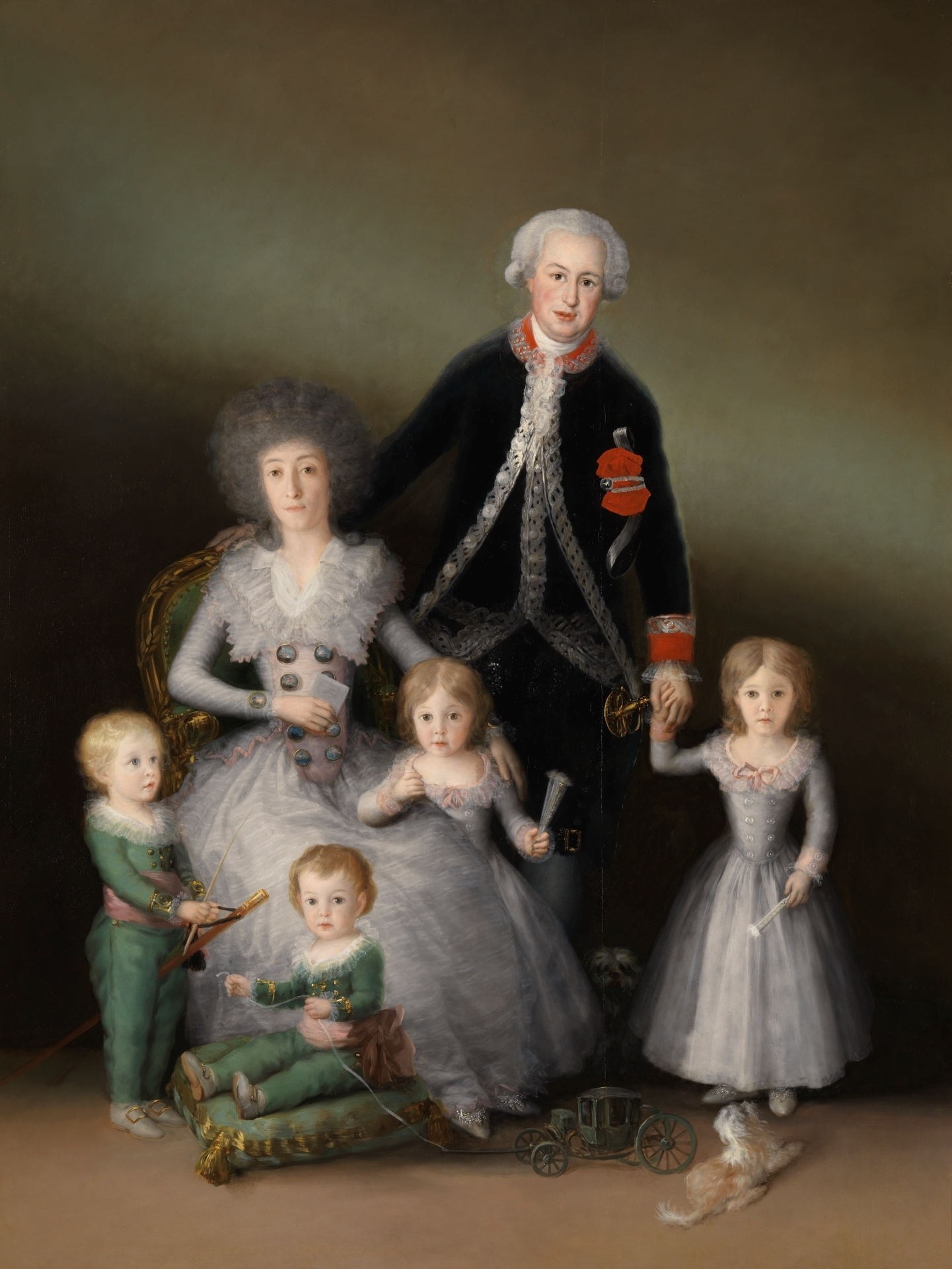
Na rodzinnym portrecie pędzla Goi Książę i księżna Osuny z dziećmi z 1788 czteroletnia Joaquina stoi w centrum kompozycji, otoczona ramieniem matki